# 王国の鍵
『王国の鍵』（おうこくのかぎ）は、紫堂恭子による日本のダークファンタジー漫画作品。
角川書店の『ASUKA』にて2002年8月号から2004年11月号にかけて連載された。単行本は同社のあすかコミックスDXより発売、全6巻。
ある種、独特のユーモアと魅惑的なファンタジー世界を融合させた紫堂作品の中で、はっきり「ダークファンタジー」と分類出来る作品。内容的にもシリアスな面が多く描かれ、比較的劇中の主要登場人物が死ぬ描写が少ない作品群にあって、いきなり重要人物であるウィンスロット王子の「死」から始まるという異色の作品。王位継承を巡る争いがかつての凶悪な支配者の陰謀を蘇らせる展開であり、頭でっかちな主人公で王位継承順位1位のアスタリオン王子が王国の混乱を収束させるため、陰謀と困難とに立ち向かうという内容。また、死した人間が生きている人間になにを遺せるのかという隠れたテーマが存在する。

## あらすじ
300年前に内乱で3つに分裂したランドール、セルテス、ロムルの三王国は、再統一を目指して戦いを繰り返していた。そんな中、ランドールの国王と人望を集める第一王子ウィンスロットは自ら軍を率いてオローク城で戦っていたがそれぞれ戦死してしまう。ランドール王家に遺されたのは13歳と年若く世間知らずで世評も低い第二王子のアスタリオン（愛称アーシャ）のみだが、アーシャは尊敬する父と兄を失ったことに深く傷つき、王位継承を拒否する。そこでランドール王妃は、後継者争いによる内乱を避けアーシャ即位までの時間を稼ぐべく、王家に伝わる謎の秘法「王国の鍵」を2年以内に手に入れた王家の血筋の者に王位を与えると発表。こうして、アーシャを含む5人の王位継承候補は「王国の鍵」を探すことになる。アーシャは世話役らに囲まれて悠々と探索に旅立つ。また、王位継承者の一人でアーシャと同い年の公爵家の姫レティシア・オードリン（愛称レティ）もアレックスら若い騎士を集めた百合騎士団を率いて颯爽と旅に出る。さらに自国民からは勇猛と讃えられ、他国民からは残虐と悪名高いバルドゥス将軍は手勢を率いて旅立ち、名門貴族筆頭のアレン公爵は策略を巡らせて王都周辺に留まる。その一方、王位継承候補の一人であるアスローン･フェアハートは国王不在の混乱に乗じたセルテスの侵略を防ぐため、「王国の鍵」探索どころではなく防戦に努めていた。
アーシャは出征前の兄ウィンスロットから、自分の身になにか起きたら父王にも秘密で20年前にセルテスに奪われた北方の都市ヴェルトスに向かうよう指示されていた。一方、ウィンスロットの戦友であるバドリアス・ユリウス大尉（通称バド）はウィンスロットの死に際し、弟のアーシャを助けるよう遺命を受けていた。アーシャ一行に合流したバドはアーシャの世話役たちを帰らせ、二人きりでの旅を宣言する。だがアーシャはそりが合わないバドと旅することに辟易し、バドを騙して一人で先を急ぐ。その様子を見ていた不審な男ガイウスはなぜかバドに助言を与え、付かず離れず二人の後を追う。
一人で街に辿り着いたアーシャは旅支度を整える最中、バルドゥス将軍の探索隊および女性のような美貌を持つ「竜人」セイヤヌスと鉢合わせる。バルドゥス将軍の探索隊は「王国の鍵」の手掛りとして竜人を探しており、そのため配下の「竜使い」に竜の心臓を持たせていた。アーシャが「竜人の炎は人間だけを焼く」と警告するものの、セイヤヌスに狙われた竜使いは竜人の炎で重傷を負う。バドと共に駆けつけたガイウスも竜人であり、バルドゥス将軍の兵士たちをも焼こうというセイヤヌスを押し留める。セイヤヌスが姿をくらませ混乱する中、幸運から竜の心臓を手に入れたアーシャはやむなくバドの同行を認め、ヴェルトゥス行きの理由を明かす。だが途中、アーシャは竜の心臓の取り扱いを間違え、下級の地竜である長虫（ワーム）を蘇らせてしまう。不完全な蘇生で苦しむ長虫にバドは挑むが歯が立たず、命と交換に長虫を退ける“契約”をガイウスと交わす。ガイウスは苦しむ長虫を焼き、その心臓を喰らうものの、以降は体調不良に苦しむようになる。

同じ頃、レティの探索隊は竜の研究を行う神秘学者エレアザルに助力を求めていた。だが、エレアザルは老齢かつ体が不自由なため同行できないと断り、かわりに相応の知識をもつ孫娘のラトナを探索に協力させると約束する。
バドとアーシャは剣の修理と補給のため小さな村に立ち寄り、ガイウスとは異なる尾行者の存在に気づく。バドが捕らえた尾行者の正体はラトナで、近くのバシレウス城の秘密書庫にある記録を閲覧するためアーシャを利用しようと待ち受けていた。アーシャは敢えてラトナに利用され、バドに掛けられた呪いと竜人ガイウスへの対処法を探るため秘密書庫で文献を漁る。ラトナは世評とは異なる利発なアーシャに好感を抱く。一方、謎の襲撃者に襲われたバドは傷口に墓場草を植え付けられ、「72日後に(ヴェルトスのある)ドルトム・オシス山脈で死ぬ」と予言される。意に介さないバドだったが、その実ウィンスロットへの義理立てと彼を守れなかったことを悔やみ、命を捨てようとしているとアーシャから指摘され、心中を見透かされたと感じ思い悩む。そんなとき慣れぬ旅で疲れが出たアーシャは高熱を発して倒れ、夢の中でうなされる。300年前、先祖であるランドール領主マルスが王（ハイキング）を殺したことで、三国に分裂して長い戦いとなり、長虫を利用した戦争と竜使いの暗躍で悲惨な事態を招き、死を覚悟したマルスが自らの子孫に世界を託すため「王国の鍵」を作ったと……。熱が引いたアーシャはレティの探索隊と再会し、ラトナはそちらに合流する。バドはアレックスに謎の襲撃者の情報を明かし、互いの主を守れるよう軽口を叩いて励ます。

一方、竜使いの王の子孫を味方に引き入れたアレン公爵は、探索に奔走する他の候補者たちを王都で嘲笑っていた。
北にあるヴェルトスを目指すアーシャと、ラトナの助言で西にある見えない塔を目指すレティは別れて旅立つ。アーシャはバドから剣術の稽古を受けながら北を目指し、王位継承候補アスローン・フェアハートを領主とするオルヌスの街に立ち寄る。フェアハート家はかつてマルス王との対立から北の国境に近いオルヌスに左遷されたため、恨みを買っているかも知れないとバドは危惧するが、出会ったアスローンはウィンスロットによく似た面差しで生真面目で誠実な人物で、アーシャへの忠誠を示し、アーシャも彼に信頼を置く。アスローンは王位継承には興味ないものの「王国の鍵」について情報を集めており、東にあるという竜使いたちの見えない塔の調査に向かおうとして竜人セイヤヌスに殺されそうになるものの、アスローンに竜人の炎は効かず、見えない塔に行くなと忠告されていた。アーシャはフェアハート家がランドール王家と異なる伝承を伝えている可能性に気付きアスローンに尋ねる。折しもアスローンは父親から重大な秘密を明かされたばかりであり、セイヤヌスもその内容に興味を抱き姿を現す。
300年前、フェアハート卿アルフォンスはマルス王の勘気を被って左遷されたが、宮廷を事実上支配する竜使いの王を危惧し、その身辺を探らせていた。そして、竜使いの王が愛弟子ダーレスに翼竜の血を飲ませて不老不死にしたことを知る。竜使いの王に対抗すべくアルフォンスは僅かに残った翼竜の血をすすり、不老不死にはならなかったが竜の魔力を受け付けなくなり竜使いの王とその一派を王宮から駆逐できた。だが時既に遅く、マルス王は戦死し王国は更なる戦乱に陥ったのだった。
以来、フェアハート家の者は代々竜人の炎を寄せ付けない。バドは化け物を倒すために化け物になったとアルフォンスの行為を詰るが、セイヤヌスは竜使いの王とダーレスを倒したのは真の竜たちであり、代償として化け物の姿にされたと語って姿を消す。バドの死が予言された夏至の日までに目的を果たしヴェルトスから離れたいアーシャは、アスローンと別れ先を急ぐ。

一方アスローンは、アレン公爵のもとにいる竜使いの王の子孫を探るため、王都に向かう。その途上で叔父の居城に立ち寄ったアスローンは、フェアハート家が代々秘匿し続けた一枚の肖像画を目にする。描かれていたのは正しく竜人ガイウスと竜人セイヤヌス。だが、肖像画の人物の正体は竜使いの王クラヴィス・ドラコニアと愛弟子ダーレスだった。その事実にアスローンは驚愕し、アーシャたちに知らせを走らせる。

その頃、レティは探索隊を率いるアレックスに惹かれ、隊の相談役として途中合流したラトナへ嫉妬の念を募らせていた。そこへガイウスから見えない塔の鍵を渡され「夏至の日の正午にその鍵を用いて見えない塔に入れば、なんでも思うままになる」と告げられる。見えない塔に近付くにつれレティの常軌を逸した行動が増え、結果的にアレックスとラトナが話し込む機会が増える悪循環に陥っていた。ある夜、鍵から「声」を聞いたレティは、ルビーだと思っていた鍵の装飾の「目」を通してラトナとアレックスが密会する様を見てしまい、アレックスにとって自分は忠誠を捧げる相手であり恋愛対象ではないこと、彼の気持ちがラトナにあると知る。翌日、レティはガイウスの予言が正しければ死なないと証明すべく自ら断崖を飛び降り、アレックスの機転と献身により一命を取り留めたものの、アレックスは重傷を負い、レティの狂気は更に加速していくことになる。

夏至の日も近づき、ヴェルトスを目前にする険しい山脈地帯に入ったアーシャとバドの前にガイウスが姿を現す。別れの挨拶のために現れたと言い、次に会った私は敵だと宣言される。危険を避けるため、バドの提案で東回りでヴェルトスを目指すことにした二人は、ウィンスロットが戦死したオローク砦の近くで敵国ロムルの隊に囲まれ窮地に陥る。しかし彼らは“ウィンスロットの弟”を待っていたミアレイン姫の一行であり、アーシャにウィンスロットの死にまつわる秘密を明かす。
様々な謎を孕んで物語は後半へと突入することになる。

## 登場人物

### 王位継承候補とその従者
アーシャ（アスタリオン）
主人公。ランドール王国の第二王子。13歳。読書好きでやや頭でっかち、体を動かすことは苦手で世間知らず。剣術や争いごとを嫌うため「ボンクラ王子」などと陰口を叩かれる。大人が大嫌いで信用しておらず、説教は耳栓を詰めて聞き流す。読書による知識はハンパでなく博識。歴史や軍事など多岐にわたり大人顔負けで、古文書の内容も読み解く力がある。また、何事にも懐疑的で慎重。容易に心を開いたり許したりはしない。ウィンスロット、アスローン、バドリアスと優秀な人物に囲まれているせいでコンプレックスから自らを過小評価してしまうが、彼らに負けず劣らない勇敢さや知謀を備える。従姉妹で幼馴染のレティに密かな好意を抱いているものの、レティが自分を恋愛対象と見ていないことにも気づいている。
王位継承を拒否し、「王国の鍵」探索が始まるや、ウィンスロットの遺言を守り単身でヴェルトスへ向かおうとする。やはりウィンスロットの遺命で自身を護衛しようとするバドと事ある毎に対立するが、それはバドが彼を見ていなかったためであり、共に旅するうち徐々に信頼を置くようになる。旅の途中でバドにふりかかった不吉な予言や竜人ガイウスとの契約、そして少しずつ明らかになる「王国の鍵」にまつわる呪われた秘密を知るうちに、大事なものを守るため自らに課せられた重い宿命に立ち向かう決意を固めてゆく。
「不吉な左手」（シニスター）
バドから剣術を学ぶにあたって渡された短剣。戦場で多くの兵士たちの命を奪ってきた業物。
バド（バドリアス・ユリウス）
ランドール軍の大尉で、アーシャの兄ウィンスロットの親友。若いながら国一番の剣の使い手と噂される腕前であり、また指揮官としても優秀。明朗な性格ゆえに人望も厚く、上司、同僚、部下を問わず信頼を寄せられる。平時においては滅多に剣を抜かないが、戦いにおいては命知らずで迷いがなく、相手が女だろうが容赦しない。
世慣れて達観しているせいもあり、性格はお調子者で軽薄そのもの。平然と嘘もつく。人生を愛しておりいい女と酒には目がない。また、生真面目なカタブツを見るとからかわずにいられず、アーシャだけでなくラトナやアレックス、アスローンもからかう。表面的には楽天家だが、ウィンスロットを失ってからは心のどこかで「死」を望んでいた。それをアーシャに指摘されて以降は、“親友の遺志”ではなくアーシャに忠誠を尽くすようになっていく。成り行きからガイウスと契約を結び、夏至の日に死ぬことを予言される。
レティ（レティシア・オードリン）
ヒロイン。アーシャの同い年の従姉妹で幼馴染み。公爵家の跡取り姫。13歳。「王国の鍵」を探す王位継承者候補の一人。女の子ながら剣術を習うほど活発。明るく勝ち気でマセた女の子でアーシャに対しては姉のように振る舞う。恋愛には鈍感でアーシャから想いを寄せられていることには全く気付いていない。王宮育ち故にやはり世間知らず。
「王国の鍵」を巡る探索もチャンスと受け止め積極的に参加。父親が将来の花婿候補として取り揃えたアレックスら若くイケメンな従者たちを百合騎士団として従え、意気揚々と旅に出る。
しかし、年相応に無分別で純粋で一途な性格とアレックスへの淡い初恋を竜使いたちに利用され罠に落ちる。再三にわたるアレックスの献身により命を救われ、取り返しのつかない事態になってようやく自らの浅慮さを自覚する。
アレックス
レティの護衛である百合騎士団の団長。レティの花婿候補として集められた騎士の一人で、美青年で剣の腕も立ち、聡明で思慮深く生真面目で部下からも慕われる。誠実な大人の男で野心はなく、ただ妹のように大事な主君レティに対する忠誠心とその望みを叶えてやりたいという純粋な想いを抱いている。恋仲であり相談役でもあるラトナとの関係を知られてからはレティの行動が常軌を逸するようになり、苦悩する。主君を守るために我が身を捧げることになる。
アスローン・フェアハート
ランドール王国の国境地帯オルヌスの若当主。「王国の鍵」を探す王位継承者候補の一人ながら王位継承にはまったく関心がない。礼儀正しく誠実な人柄ゆえに人望が厚く、それゆえに彼を次期国王にと望む者も少なくない。欠点はやや天然気質なところで、バドがその場凌ぎについた出任せを信じ続けたほど。
フェアハート家はランドール王家への忠誠心がもっとも高い忠臣の一族。それゆえ逆に疎まれて地方領主に留められてきた経緯を持つ。またかつて王家を良いように利用した「竜使いの王」と対決し、彼らの勢力を宮廷から一掃した。一族の抱える秘密のため竜の魔力に抵抗力を持ち、竜の炎や催眠が効かない。
対立国セルテスの侵攻を支えるため、領地での防戦に明け暮れていた。このため「王国の鍵」探索への参加が遅れるが、当初からアーシャに忠誠を誓う。暗躍する竜人（竜使い）たちに警戒心を持ち、彼らを出し抜くために敢えて誘いに応じたフリをして探索に参加。そのことでセイヤヌスから狙われる。
アーシャとバドがガイウスとの間に奇妙な友情を結ぶのと同様に、当人はセイヤヌスとの間に奇妙な友情を育んでいくようになる。
アレン公爵
狡猾で卑劣な名門貴族の当主。
「王国の鍵」探索に参加表明するが、ただ一人王都に留まり様々な手段で対立候補たちを妨害する。「竜使いの王」の子孫を名乗る人物を配下に置いて余裕たっぷりに振る舞う。
バルドゥス将軍
強欲で残忍で好色な野獣のような男。敵国からは「狂獣将軍」の異名で恐れられる。降伏した相手を虐殺したり、容赦のない略奪を繰り返すためアーシャからは毛嫌いされている。反面、部下の兵士たちの人望は厚く、民衆からも人気が高い。
王位を狙い「王国の鍵」探索に参加。対立候補たちに刺客を差し向けるなど露骨な妨害を行う。
物語開始前は東のロムル王国との最前線におり、オローク砦の前哨戦に参加していた。ミアレインが自らの両腕に呪いをかける原因となった人物でもある。

### 竜人
竜使いが姿を消したのにかわって各地で目撃されるようになった人の姿をした竜。真実のように嘘をつき、関わった人の運命を変えると言われ忌み嫌われる。「王国の鍵」と深い関わりがあると考えられている。
ガイウス
「竜人」の一人。黒竜の異名を持ち、黒い帽子とマントを常に身にまとっている。マントの下に銀色に光り輝く鱗を持ち、背中には巨大な翼を持つ。食事は一切摂らず、酒だけを飲む。寡黙で理知的。感情を表に出さず、過去や運命を知っていても余計な口出しをしない。
当初からバドとアーシャに影のごとくつきまとうが、セイヤヌスと異なり害意はなく傍観を決め込む。アーシャが手違いで長虫を蘇らせてしまった際に、バドと契約をかわし、いずれその肉体と魂をもらい受けるかわりにと長虫を倒してその心臓を喰らう。少しずつ真実に近づくアーシャに助言や手助けをすることで、アーシャ、バドとの間に奇妙な友情と信頼関係が芽生える。だが、「夏至の日」が近づくにつれて二人から距離を置く。後に自身との契約がバドとアーシャに過酷な運命を背負わせることになる。
セイヤヌス
「竜人」の一人。ガイウスとは親友。青竜の異名を持ち、女性のように美しい男性の姿をしている。人間を非常に憎んでおり、人間だけを焼く不思議な炎を発する能力を持つ。
竜と竜使いにまつわる伝承に近づく人間を許さず片端から殺している。継承候補の一人であるアスローンの暗殺を企てるが失敗。竜の炎に焼かれて死ぬと覚悟しながら彼を庇おうとしたアーシャのこともあって、次第に人間への憎悪が揺らいでしまう。後に彼自身の下した重大な決断が「竜使いの王」の野望をくじくきっかけとなる。

### 竜使い
竜を自在に使役する技を極めた一族。数々の秘術で竜ばかりか人間の心までも操ることが出来る。
「竜使いの王」クラヴィス・ドラコニア
300年前に竜を使う技を完成させ権勢を奮った竜使いたちの長。ランドール王マルスに取り入って戦争に地竜を持ち込み、自らの野心のために数知れぬ犠牲を生む。やがては王から実権を奪い恣に振る舞いはじめ、対立する重臣たちをその手にかけランドール王国内に自らの勢力を拡大する。フェアハート卿アルフォンスから手傷を負わされ、王宮から姿を消したとされる。フェアハート家に伝えられたその姿は竜人・ガイウスそのもの。遠大な計画により復活を遂げる。
ダーレス
元はランドール王マルスに仕えた小姓。だが、永遠の若さや強力な力を欲し、「竜使いの王」の忠実な下僕となって翼竜の血を飲んだ。フェアハート家に伝えられたその姿は竜人・セイヤヌスそのもの。
クラヴィス・ドラコニア十二世
「竜使いの王」の子孫を名乗る謎の人物。もっともらしく十二世を名乗るが実際は夏至の日を利用して魔女との間に子を成したクラヴィス・ドラコニアの実子。強大な妖力を持つ。母である魔女はラクティスに捕らえられて獄中死した。その怨念がミアレインの両腕に死の刻印を刻む。王位継承候補のアレン公爵に接近し雇われている。物語の真の黒幕であり、人間と竜人にとって共通の宿敵。
「竜殺しの剣」
竜使いの妖術で鍛え上げられた片刃の剣。300年前に赤竜を殺してその心臓を取り出すのに使われる。「竜使いの王」により巧妙に隠されていた。

### 神秘学者
エレアザル
竜の伝承について研究を続けてきた学者。しかし、セイヤヌスの怒りに触れて半身を焼かれ、下半身に地竜ウルカをつなげた異形の姿で生き長らえる。「王国の鍵」探索においては有力な助言者として候補者たちに情報を流す。
ラトナ
エレアザルの孫。知的で冷静沈着な美貌の女剣士。竜や「王国の鍵」に関する知識を一通り持っており、祖父に代わってレティ一行に同行する。
世の中の神秘を解き明かしたい一心でアーシャに近づく。バドからは警戒される一方で言い寄られる。世評とは正反対なアーシャの人となりを知って、心情的に味方するようになり連絡を取り合う。探索の旅程においてアレックスから求愛されるが、そのことで嫉妬に苛まれたレティシアが大きな過ちを犯す結果となる。後に自分までもが祖父たちの計画に利用されていたことを知る。

### その他ランドール王国の人物
ウィンスロット
ランドール王子でアーシャの兄。知謀人望に優れ、次期国王として多大な期待を寄せられる。アーシャにとっても、バドにとってもかけがえのない人であったがオローク砦の攻防戦で負った矢傷がもとで亡くなる。
本来は心優しく穏やかな人物であるためランドールを巡る戦乱には心を痛めており、父が密かに「王国の鍵」を研究していることを知り危険視する。出征前に自分に万が一のことがあったらヴェルトスに向かうようアーシャに遺言した。また、バドには残されたアーシャを託して絶命している。
ラクティスで出会ったミアレインに恋をしてしまい、“彼女から呪いを受けることも受け入れた”。後にそのことを知ったアーシャは、兄の死が不慮のものではなく自ら選び取った運命だと言ってミアレインの心を救った。
ランドール国王
ウィンスロットとアーシャの父。三国の分裂と戦争を終結させるため絶大な力を持つ「王国の鍵」を求め、密かに竜の伝承をエレアザルに研究させる。そうした姿勢をウィンスロットからも警戒されていた。
オローク砦の戦いで息子・ウィンスロットと共に戦死を遂げる。
王妃
ウィンスロットとアーシャの母。アーシャが幼すぎることを危惧し、王位継承までの時間稼ぎのために継承権者たちに夫が欲していた「王国の鍵」探索を命じる。伝承には懐疑的。
マルス王
300年前のランドール王国中興の祖。「竜使いの王」を配下に従えて地竜を戦争の道具として次々と戦争に勝つ。志半ばで戦死を遂げたとされる。
アルフォンス・フェアハート
300年前、マルス王に仕えていたフェアハート卿。「竜使いの王」の跋扈を許せずマルス王に諫言するが、疎まれて辺境のオルヌスに左遷させられた。その後も「竜使いの王」を監視するうちに「竜使いの王」が愛弟子ダーレスに翼竜の血を飲ませて不老不死にする儀式を知る。その際僅かに残った翼竜の血をすすって「竜使いの王」とその一派を王宮から追放した。だが、マルス王はそうした甲斐もなく戦死する。子孫に宿敵の姿を知らせるために彼らの姿を絵として遺した。
ギア
バドがたった一つの財産と呼んだ親友の一人。連絡が届かなかったにもかかわらず、バドとアーシャの窮地を察し、任地を捨てて集まった軍人たちのリーダー。短髪で割れアゴを持つ屈強な男。地竜にも臆せずアーシャを守って戦う。最終話ではアスローンと並んだ姿が描かれている。
マリオン
バドの親友の一人。やや口の軽いお調子者。アーシャへの忠誠心は厚い。
ハレス
アスローンの部下でオルヌスの城代。セルテスの大侵攻を食い留めるためアーシャを迎え入れる。

### ロムル王国
ミアレイン姫
ラクティス大公の娘。物語のもう一人のヒロイン。ロムル王家の血筋を引く誇り高き女性。
オローク砦の前哨戦でラクティス市がバルドゥス将軍の包囲を受け降伏開城した際、憐れみを請うためバルドゥスに抱かれるよう父から求められる。自らの純潔を守りランドールとバルドゥスに復讐するため、魔女の力を借り自らの両腕に最初に触れた者に死を与える呪いをかける。しかし、その意に反し自らを助けた初恋の人であるウィンスロットに呪いがかかってしまう。（番外編『黒い腕の乙女』）
オローク砦攻防戦の前にウィンスロットから「王国の鍵」にまつわる重大な文書を託される。ウィンスロットの遺命を果たすために配下の騎士を連れてアーシャを待ち受けるが、誤解からバドとロムル兵の間に小競り合いが起きてしまうが、アーシャの勇気ある行動で事なきを得る。アーシャの言葉で心を救われ、その後はロムルの王妃となって三国の平和に尽力した。
テオドール（テオ）
ミアレインの弟。まだ年端もいかない少年だが愛する姉を守るために必死に戦おうとする。その姿を見たウィンスロットとバドはアーシャに似ていると評した。